# Ernst Waldow
Ernst Waldow, född 22 augusti 1893 i Berlin, Kejsardömet Tyskland. död 1964 i Hamburg, Västtyskland, var en tysk skådespelare. Waldow som filmdebuterade 1916 kom under de kommande decennierna fram till sin död 1964 att medverka i långt över 150 filmer. Han gestaltade mestadels komiska figurer.

## Filmografi
- 1937 – Den falske Sherlock Holmes
- 1937 – Togger
- 1938 – Flickan från i natt
- 1938 – Hon kommer inte till middagen
- 1939 – Det hänger i luften
- 1944 – En kvinnas brott
- 1948 – Farligt vittne
- 1952 – Toxi
- 1953 – Hokuspokus
- 1954 – Emil och detektiverna
- 1954 – Den store kirurgen
- 1954 – Skandal i sista ringen
- 1955 – Operation OKH
- 1959 – En ängel på jorden
- 1960 – Spökslottet